# Rasch
Tapetenfabrik Gebr. Rasch GmbH & Co. KG — производитель обоев в городке Брамше около Оснабрюка, Германия. Выпускает 5 тысяч наименований обоев. К группе фирм относятся кроме фабрики по производству обоев также следующие фирмы: Rasch Textil GmbH & Co. KG и Rasch Druckerei und Verlag GmbH & Co. KG.
Представительства Rasch находятся в Великобритании, Франции, Бельгии, Голландии, Дании, США, Австралии и России.

## История
- 1861 год — Основание первой фабрики Rasch Иоганом Генрихом Люке и Германом Вильгельмом Готфридом Рашем. Первоначальное название «J. H. Lücke & Rasch, Tapeten und Rouleauxfabrik». Завод использовал технологию ручной печати, деревянные валы и 4-х цветная ротационная машина.
- 1901 год — Открытие филиалов фирмы в Париже, Амстердаме, Копенгагене и Лондоне.
- 1912 год — Официальные представительства в Мельбурне и Сиднее.
- 1997 год — Открытие представительства на Украине.
- 2006 год — Открытие производства в Польше.[1]